# Ikuko Hatoyama
Ikuko Hatoyama (jap. 鳩山 郁子, Hatoyama Ikuko; * 1968 in der Präfektur Chiba, Japan) ist eine japanische Manga-Zeichnerin.
Ihren ersten Comic als professionelle Zeichnerin veröffentlichte sie mit Moyō no aru Tamago (もようのある卵) in der Oktober-Ausgabe 1987 des avantgardistischen Manga-Magazins Garo. Für dieses schuf sie in den folgenden Jahren ihre experimentellen Kurzgeschichten hauptsächlich. Seit 1998 arbeitet sie für den Garo-Nachfolger AX.
Hatoyamas Werk besteht größtenteils aus Kurzgeschichten. Eine ihrer wenigen Serien ist Castratura (カストラチュラ, Kasutorachura) über einen Kastratensänger. Die Kurzgeschichten der Autorin sind in mehreren Büchern zusammengefasst erschienen; insgesamt hat sie bislang neun Bücher herausgebracht. In ihren teilweise mit homoerotischen Anspielungen versehenen Comics stehen immer Jungen im Vordergrund, die sich einer gebildeten Ausdrucksweise bedienen. Masano Amano schrieb über ihre Zeichentechnik: „Hatoyamas Zeichentechnik, die von filigranen Linien und dem Weiß des Papiers lebt, steigert den Eindruck von Ruhe und Kühle und überzeugt den Betrachter davon, dass Jungs wunderschöne Lebewesen sind.“
Die Manga-Zeichnerin Shizuka Nakano wurde von ihr beeinflusst.